# Muzykanci z Bremy

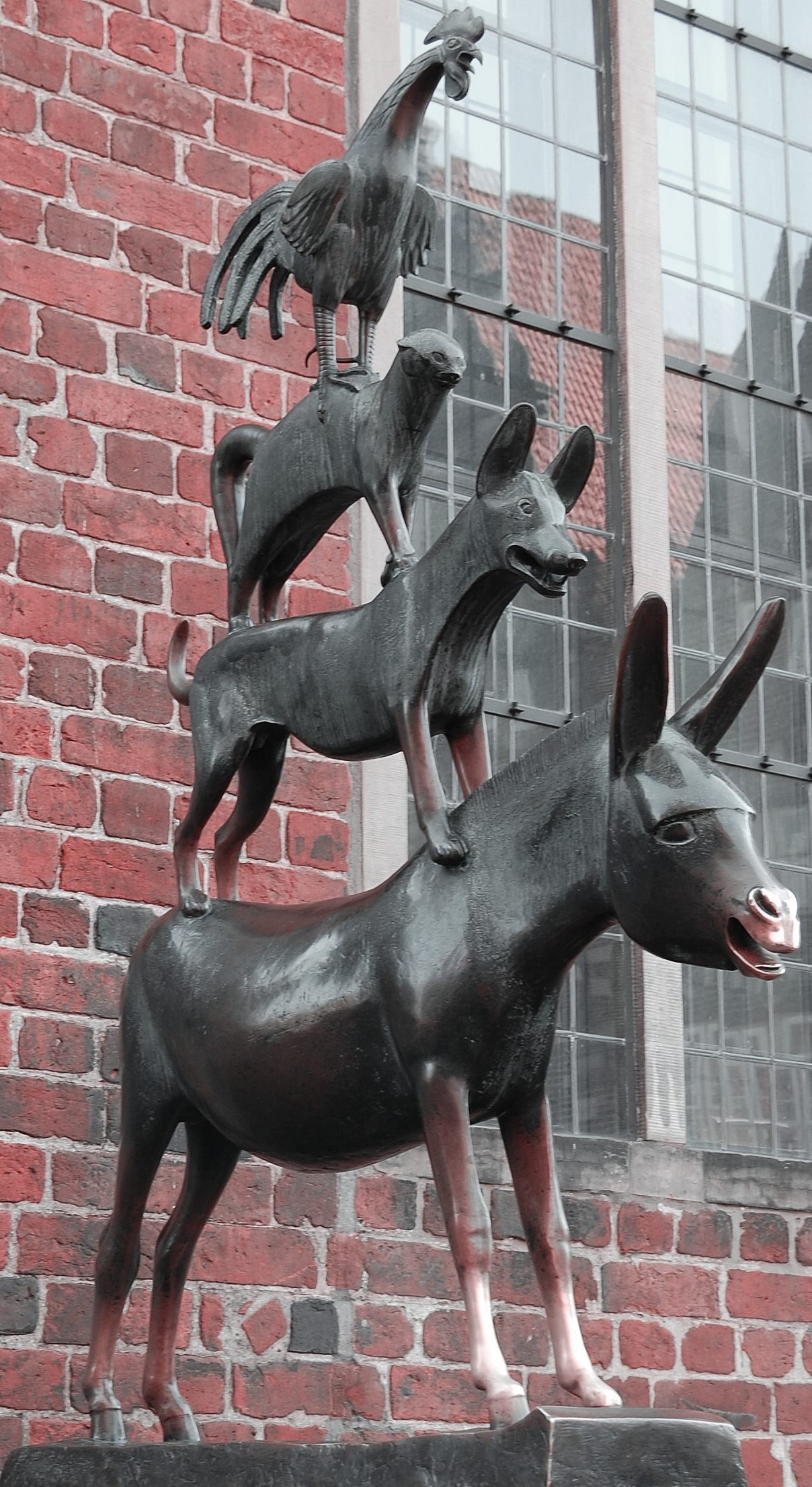
Gerhard Marcks, Muzykanci z Bremy (1951), Rynek w Bremie

Muzykanci z Bremy (niem. Die Bremer Stadtmusikanten) – baśń autorstwa braci Grimm. Opowiada o przygodach czterech zwierząt (osła, psa myśliwskiego, kota i koguta), które zostały zmuszone do ucieczki z dotychczasowego miejsca zamieszkania. Jest to jedna z baśni w zbiorze Grimmów, „która odnosi się do społeczno-utopijnych życzeń klasy niższej w społeczeństwie burżuazyjnym.

## Bohaterowie
1. Osioł – zdecydował się na ucieczkę, ponieważ utracił siły po wielu latach ciężkiej pracy i stał się bezużyteczny dla swojego właściciela.
2. Pies myśliwski – uciekł od swojego właściciela, ponieważ ten chciał go zabić. Przyłączył się do osła i wraz z nim wyruszył na poszukiwanie nowego domu.
3. Kot – ponieważ na starość nie chciał już łapać myszy, właścicielka postanowiła go utopić. Aby ratować życie, kot zmuszony był uciec. Dołączył do Osła i Psa.
4. Kogut – uciekł z gospodarstwa, w którym mieszkał, ponieważ miał zostać zjedzony przez właścicieli. Dołączył do pozostałych zwierząt.

## Fabuła
Zwierzęta poszukiwały nowego domu; po długiej podróży dotarły do samotnej chaty. Ustawiły się jedno na drugim pod jej oknem, w ten sposób odkryły, że w środku ucztowali zbójnicy. Osioł zaczął ryczeć, pies szczekać, kot miauczeć a kogut piać. Następnie wszyscy czworo wpadli do izby. Wystraszeni rozbójnicy uciekli, a zwierzęta zamieszkały w ich chacie.

## Nawiązania w kulturze

### Adaptacje filmowe
- Weseli muzykanci – radziecki film lalkowy z 1937
- Czterej muzykanci z Bremy – radziecki film animowany z 1969
- Baśnie braci Grimm (Wędrujący Muzykanci - odcinek 1, seria I) – japoński serial animowany z 1987
- Czterech muzyków z Bremy – hiszpański serial animowany z 1989
- Skarbczyk najpiękniejszych bajek (Czterej muzykanci z Bremy - odcinek 23) – japoński serial animowany z 1995
- Baśnie Braci Grimm: Simsala Grimm (Muzykanci z Bremy - odcinek 14) – niemiecki serial animowany z 1999
- Muzykanci z miasta Bremy – niemiecki film z 2009

### Inne
- rzeźba Gerharda Marcksa Muzykanci z Bremy (1951), na Marktplatz w Bremie
- rzeźba - Wieża zwierząt (Lutz Hähnel) w Fürstenwalde/Spree - imitacja Muzykantów z Bremy pod postaciami: hipopotama, niedźwiedzia, kozy, zająca i wróbla[2]
- Muzykanci – opowiadanie Andrzeja Sapkowskiego ze zbioru opowiadań Coś się kończy, coś się zaczyna z 2000 roku.
- rzeźba-instalacja Piramida zwierząt (1993) Katarzyny Kozyry
- Statua Miejskich Muzykantów z Bremy (2019) w Fujikawaguchiko (Japonia)
- rzeźba - Muzyka wśród przyjaciół (2022) (Alexandra Catina) w Hajfie[3]
- Inwalidzi – bajka Wacława Sieroszewskiego, wielokrotnie wydawana w zbiorach
- piramida zwierząt w dodatku do gry Wiedźmin 3 – Krew i wino
- karta Muzykanci z Blaviken w Gwint: Wiedźmińska gra karciana

## Galeria

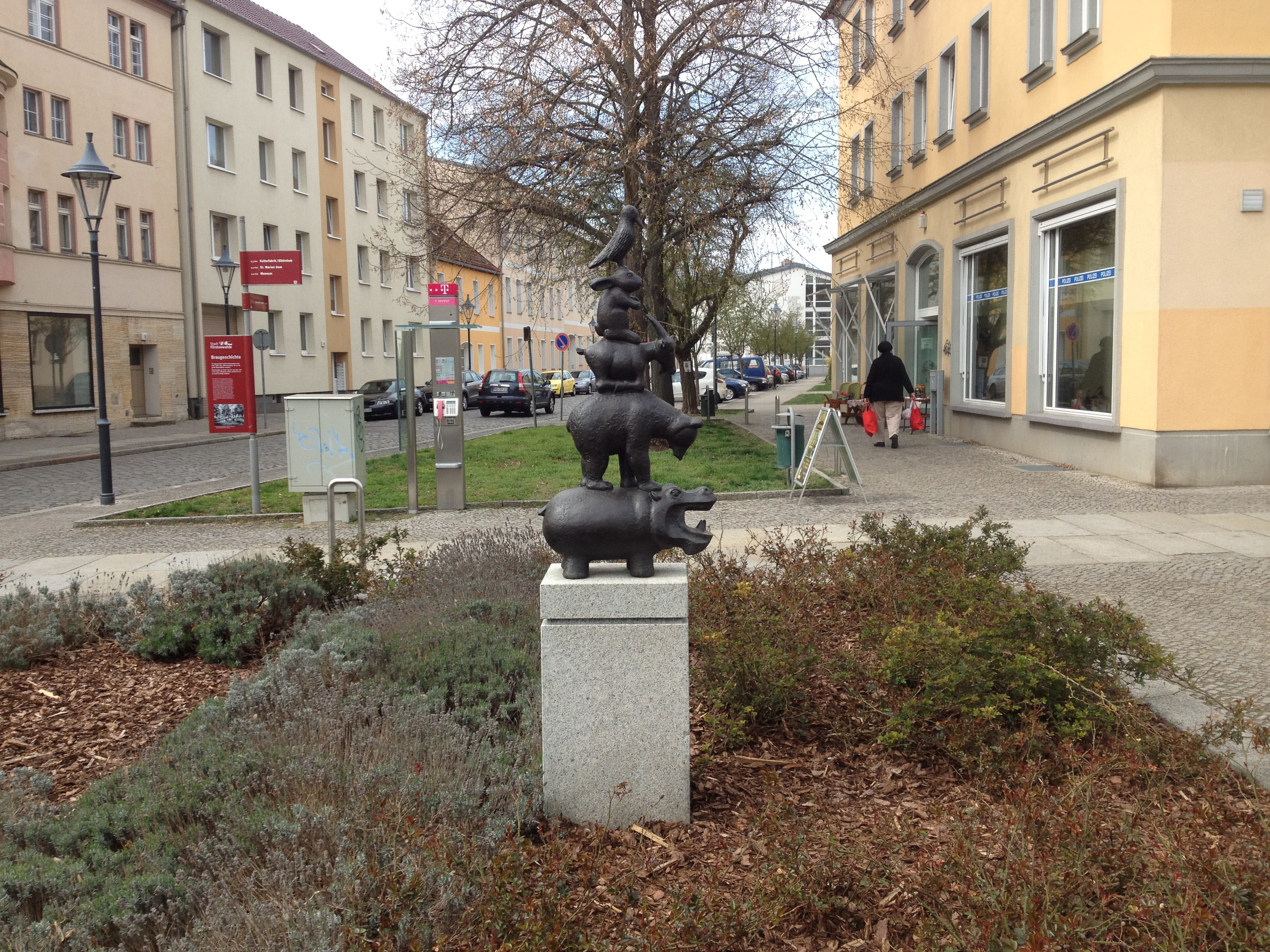
Wieża zwierząt (1981) (Lutz Hähnel) w Fürstenwalde/Spree
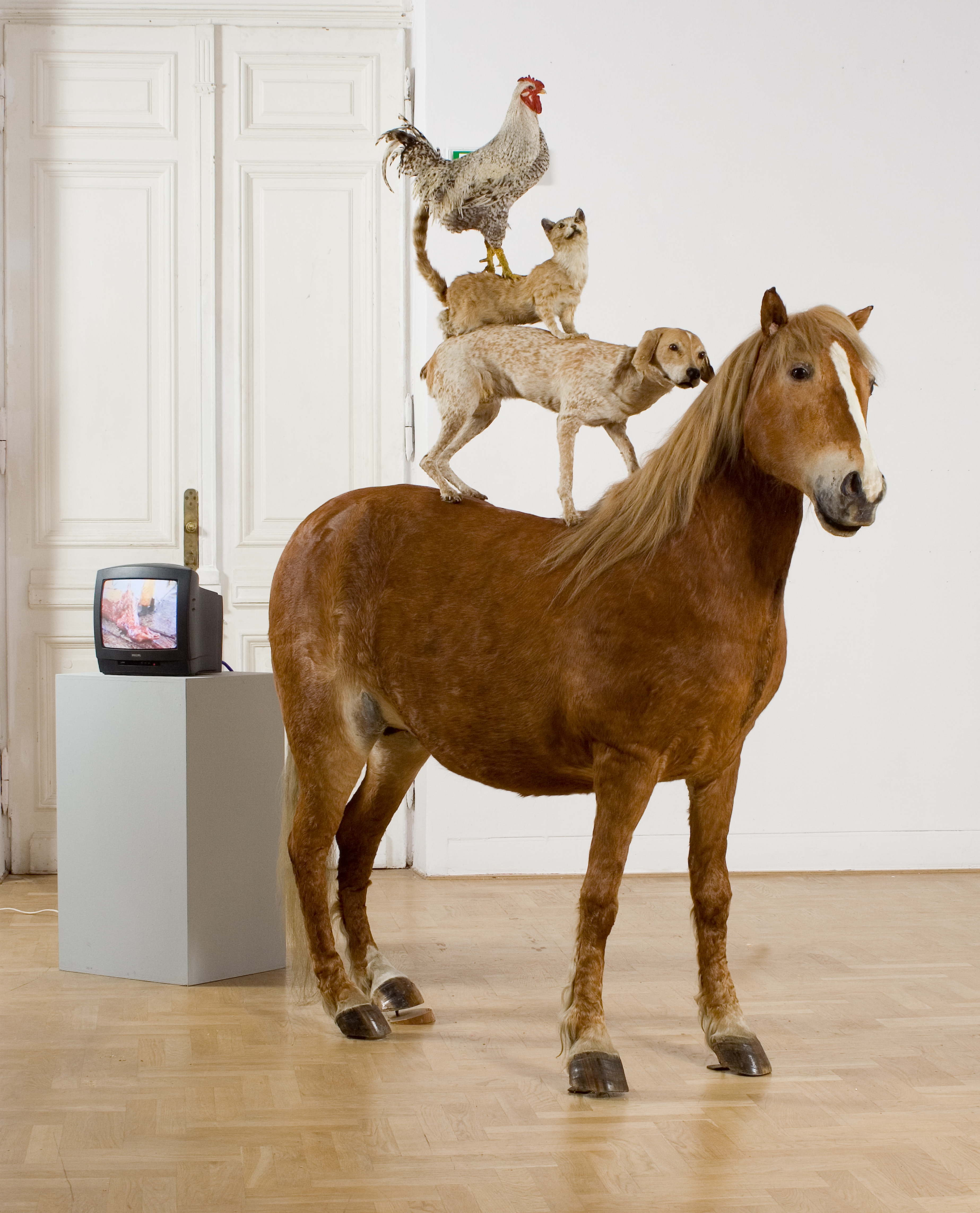
Piramida zwierząt (1993) - rzeźba-instalacja Katarzyny Kozyry
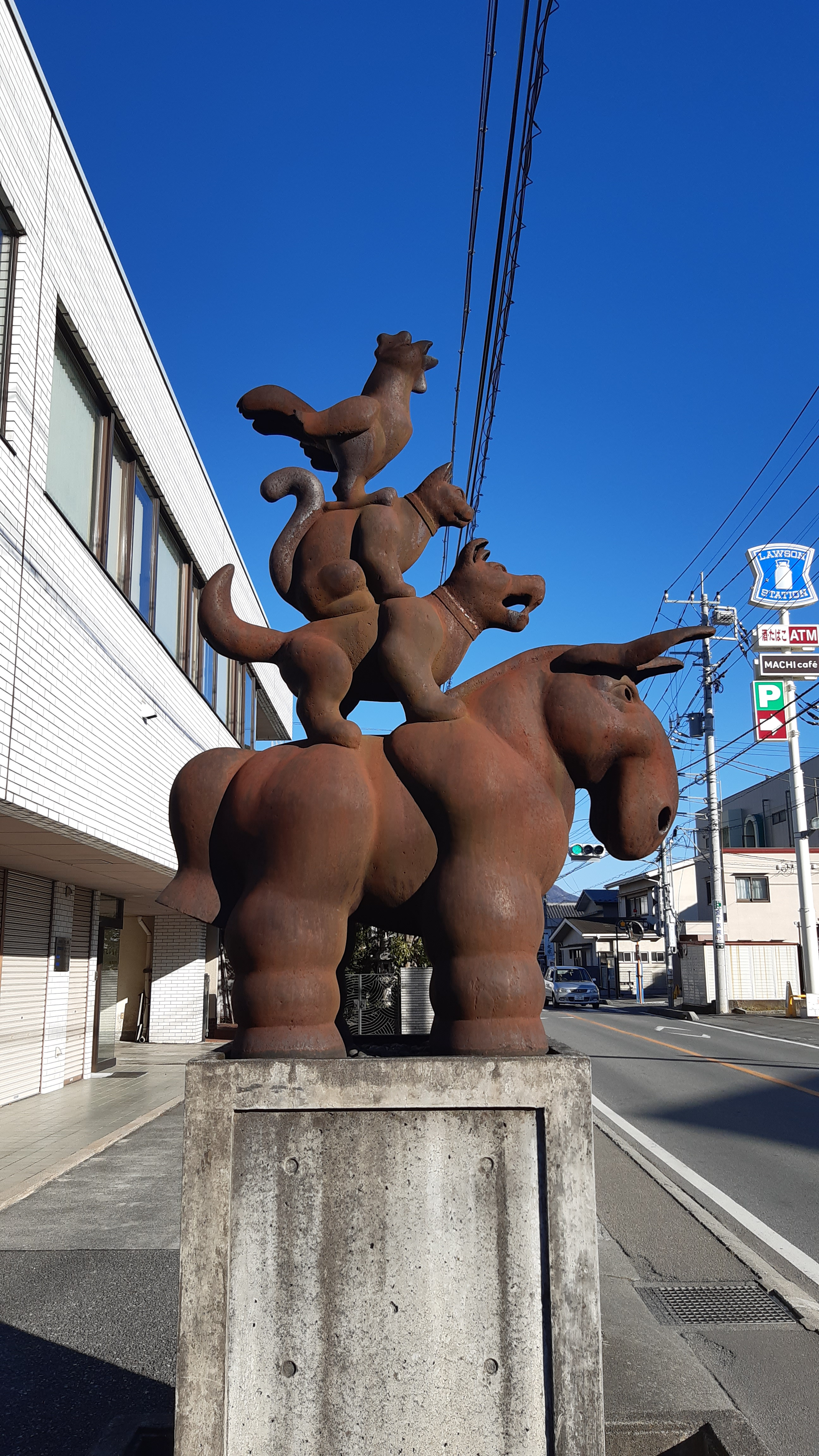
Statua Miejskich Muzykantów z Bremy (2019) w Fujikawaguchiko (Japonia)
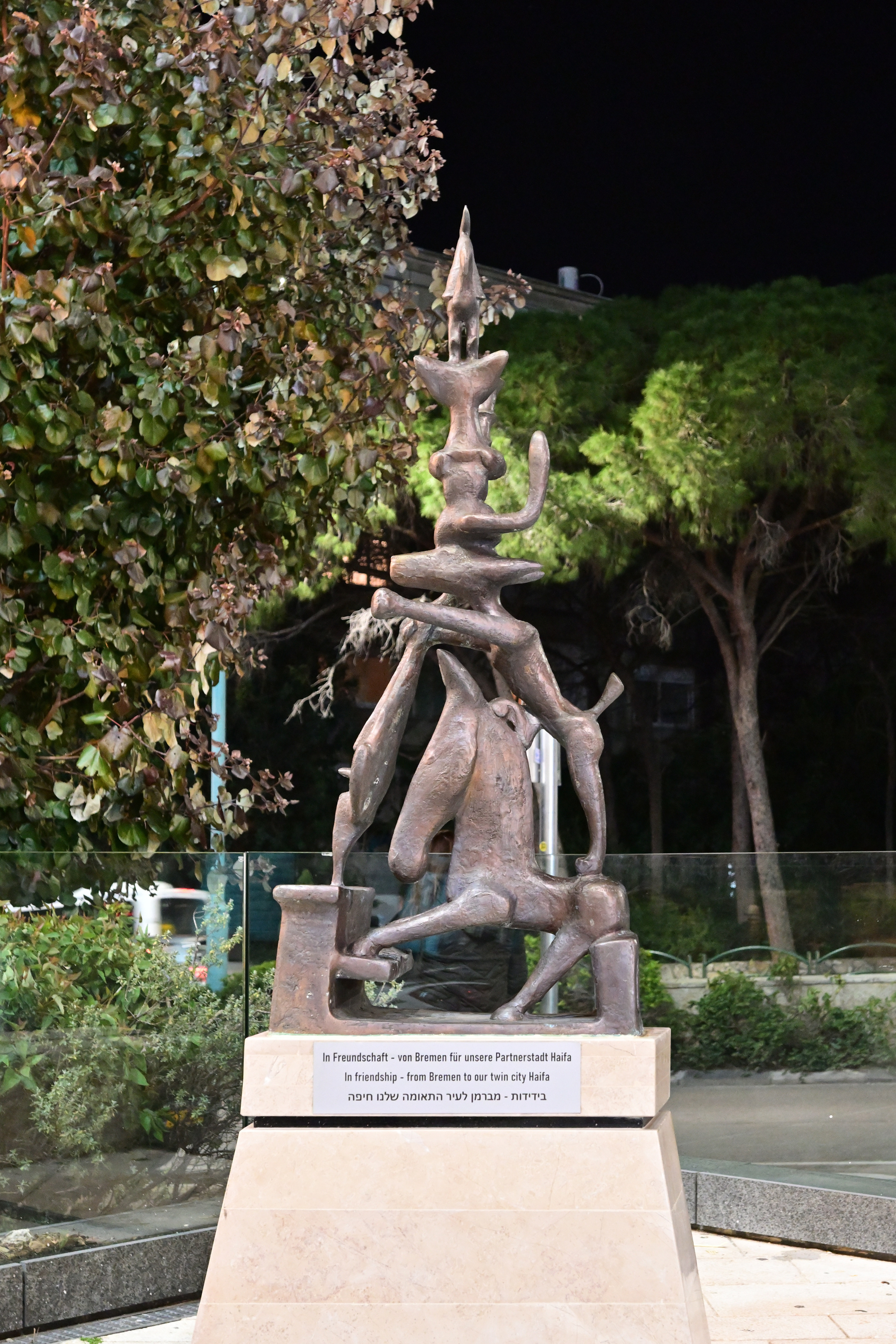
Rzeźba Muzyka wśród przyjaciół Alexandry Catiny w Hajfie